# جيوفري لورانس
جيوفري لورانس (بالإنجليزية: Geoffrey Lawrence, 1. Baron Oaksey )‏ (و. 1880 – 1971 م) هو قاضي، وسياسي من المملكة المتحدة، وويلز، توفي عن عمر يناهز 91 عاماً.

## مناصب
تولى منصب Lords of Appeal in Ordinary ‏ (1947–1957)
- عضو مجلس اللوردات.

## التعليم
تعلم في كلية نيو كوليج، وهيليبيري وامبريال سيرفيس كوليج.

## الخدمة العسكرية
خدم في الجيش البريطاني.

## جوائز
حصل على جوائز منها:
- نيشان الخدمة المتميزة [الإنجليزية]‏.